# Aage dán herceg
Aage dán herceg, Rosenborg grófja (Koppenhága, 1887. június 10. – Taza, 1940. február 19.) dán királyi herceg és katonatiszt, a Francia Idegenlégió tisztje volt.

## Élete
Aage Keresztély Sándor Róbert (Aage Christian Alexander Robert) herceg 1887. június 10-én jött világra, Koppenhágában, szülei első gyermekeként. Édesapja Valdemár dán királyi herceg, édesanyja pedig Mária Amália orléans-i hercegnő volt. Apai nagyszülei IX. Keresztély dán király és Lujza hessen–kasseli hercegnő, míg anyai nagyszülei Róbert, Chartres hercege és Orléans-i Franciska hercegnő.
Testvérei:
- Axel herceg (1888. augusztus 12 - 1964. július 14.)
- Erik herceg (1890. november 8 - 1950. szeptember 10.)
- Viggo herceg (1893. december 25 - 1970. január 4.)
- Margit hercegnő (1895. szeptember 17 - 1992. szeptember 18.), ő René Bourbon–pármai herceg felesége lett, kinek egyik nővére nem más volt, mint IV. Károly magyar király hitvese, Zita magyar királyné

A herceg 1907-1908 körül belehabarodott György görög királyi herceg feleségébe, Marie Bonaparte-ba, aki Valdemárral, Aage édesapjával is elkezdett kacérkodni azokban az években. Aage és Marie kölcsönös vonzalma egymás iránt feltűnt az asszony férjének is, ám a herceg mégsem robbantott ki botrányt a kellemetlen ügy kapcsán. 1909-ben Aage csatlakozott a Dán Hadsereghez, 1913-ra pedig főhadnaggyá léptették elő. Az első világháborúban megfigyelőként vett részt az olasz fronton egy éven keresztül, onnan hazatérve pedig századosi rangot kapott.
Az akkori dán király, X. Keresztély engedélye nélkül Aage 1914. február 1-jén Torinóban feleségül vette Matilda Calvi dei conti di Bergolo grófnőt.
Miután Aage a király engedélye nélkül nősült, pár nappal az esküvő után hivatalosan is lemondott a dán trónöröklési sorrendben elfoglalt helyéről, ezzel pedig elveszítette dán királyi hercegi rangját és az azzal együtt járó, Őkirályi Fensége megszólítást is. 1914. február 5-én azonban, X. Keresztély jóváhagyásával Aage megkaphatta a Rosenborg grófja rangot ("Prince Aage, Greve af Rosenborg"). Bár a grófi címet férfi leszármazottai örökölhették, a "herceg" cím csak neki járt.
Aage hercegnek és Matilda hercegnének egy fia született, mielőtt a házaspár 1939-ben, 25 évi házasság után elvált:
- Valdemár Sándor György Lajos Mária, Rosenborg grófja (1915. január 3 - 1995. április 1.), ő 1949. április 20-án nőül vette Floria d'Huart-Saint-Mauris bárónőt, Károly Emánuel (Rochefoucauld-Montbel 3. hercege) volt feleségét, gyermekük azonban nem született.

### A Francia Idegenlégióban
1922-ben, a dán király engedélyével Aage leszerelt a dán hadseregtől és belépett a Francia Idegenlégióba, a dán és a francia kormány egyezsége alapján századosi rangban szolgált. 1923-ban Marokkó területén részt vett első ütközetében, ahol lövés érte a bal lábán, amiért megkapta a Croix de Guerre (Háborús Kereszt) nevű katonai kitüntetést. 17 évet szolgált az idegenlégióban, mely idő alatt sikeresen felküzdötte magát egészen az alezredesi pozícióig, továbbá kitüntették Franciaország legmagasabb állami elismerésével, a Becsületrenddel. 
Aage herceg 1940. február 19-én, 52 éves korában halt meg, mellhártyagyulladás következtében, Marokkó Taza nevű városában. Először az algériai Sidi Bel Abbès városában temették el őt, ám amikor a légió 1962-ben kivonult Algériából, három ott eltemetett idegenlégióst átszállítottak a franciaországi katonai főhadiszállásra, köztük Aage grófot is (aki az idegenlégióban szolgáló külföldi tiszteket képviselte). Földi maradványai ma egy francia kisvárosban, Puyloubier-ben nyugszanak, két bajtársával (Rollet tábornok és Zimmermann légiós katona) együtt.